# 吉永拓哉
吉永 拓哉（よしなが たくや、1977年9月22日 - ）は、日本のジャーナリスト、ノンフィクション作家。愛称はブラジル番長。

## 来歴
福岡県福岡市に生まれる。福岡高等学校定時制を中退。10代の頃は暴走族だったが、19歳で少年院を経験し20歳で出院したあと南米大陸へ放浪の旅に出た。 最初はエクアドルに入り、日本人移住者が営むバナナ農園で働いた。その時に異国の地で苦労しながらも、たくましく生き抜く移住者の姿を目の当たりにして人生観が変わったという。その後、ペルーやブラジルで働きながら3年間旅を続けた。一時帰国の際には、日本に亡命していたペルー元大統領のアルベルト・フジモリ氏のSPを務めた。
2004年にブラジルの永住権を取得してサンパウロ市に本社を置く日刊邦字新聞社「サンパウロ新聞」の社会部記者となる。2006年に日本へと拠点を移し福岡支局長として活動している。
地元では福岡市中心部の繁華街・親不孝通りの町内会長として、町内会運営によるインターネット番組「親不孝通りTV」のメーンMCを務めるなど多様な顔を持つ。

## 人物・エピソード
2019年1月14日に放送されたテレビ朝日系列の人気番組「激レアさんを連れてきた。」に本人が登場した。
それによると、少年時代に博多の暴走族「鬼姫」に所属していたとき、総長や特攻隊長にはリスクがあるため、最もリスクが少なく、かつ組織のナンバー2の地位がある副総長の座に飛びついたという。
そんなビビりでお調子者な性格で少年院に送られたため、施設の中では頻繁に問題行動を起こし、反省文ばかり書かされる日々を送っていた。
最初のころは反省文が1～2行程度しか書けなかったそうだが、反省していることを教官に理解してもらおうと文章を工夫しているうちに、いつしか原稿用紙4枚半が書けるようになり、教官も驚くほどの美文をしたためるようになった。
少年院に入っていたころ、面会にやって来た父親から「南米へ行け」と勧められたことがきっかけで、仮退院後に単身南米へと渡る。
本人の著書「ヤンキー記者、南米を行く」によれば、エクアドルでホモ集団に拉致されたり、アマゾン奥地でタランチュラや毒蛇がいる木造屋に寝泊まりしたり、ブラジルのギャング団に命を狙われたりと、数々の修羅場をかい潜っている。
これまでに最も屈辱を受けたことは、ブラジルのモーテルで清掃員をやっていた頃、ゴミの仕分け作業で、素手でゴミ箱に手を突っ込みブラジル人の使用済みコンドームを掴み取って、ゴム類と紙類を分別していたことだった。
サンパウロ新聞には、記者募集の広告を見て面接に行ったが、強面な風貌のため編集長から人物を疑われた。
そこで記者採用試験を受けると、少年院で養われた文章力が役に立った。試験に出された作文を読んだ編集長が美文に目を丸めたという。
その後、新聞社のエース記者となってブラジルで活躍するが、入社3年目に突如体調を崩して日本帰国を余儀なくされた。その理由とは、過去に恨みを持たれたブラジル人女性から黒魔術マクンバの呪いを掛けられたためという。
帰国後は、すぐに霊媒師のもとへ行き除霊してもらっている。
ジャーナリストとしては、ペルーの軍事収容所に軟禁されていたアルベルト・フジモリ氏に2度面会し、サンパウロ新聞での連載や産経新聞発行の月刊誌「正論」でフジモリ氏の無罪を主張してきた。
そのほかブラジルやペルーで暮らす日本人移住者を訪ねて取材し、移住者たちの歩んできた人生を日本語で記事に残す活動をしている。
日本ではサンパウロ新聞福岡支局長を務める傍らで、少年院や南米放浪の体験記を出版し、「ブラジル番長」という愛称で情報誌のコラム連載もやっていた。
そんな破天荒な生き方が日本のメディアの目に留まり、新聞紙面やドキュメンタリー番組などでも取り上げられた。
「ブラジル番長」の由来は、絵本作家の弟・よしながこうたく氏が出したベストセラー絵本「給食番長」の主人公「番長」が、幼少期の兄をモデルにしているからだという。

また、福岡市の繁華街・親不孝通りで町内会長を務めており、この街の顔役としてもメディアで頻繁に紹介されている。
親不孝通りは70年代から予備校生たちの街として栄え、バブル期には西日本最大級のダンスホールが誕生するなど、多くの若者で賑わった。
しかし、90年代中ごろから不良少年たちの溜まり場となり街が荒れた。
そのため行政や警察の指導によって街の名称だった「親不孝」の文字が使用できなくなり、2000年から「親富孝通り」という当て字を街路灯看板などに表記していた。
その後、2014年に町内会長になったことを機に、街の改革に取り組み、元不良たちや役所職員・警察官らも巻き込んで一緒に落書き消しや清掃作業を行うようにした。
こうして街づくりの機運が高まり、その結果「親不孝通り」の名称復活も認められた。
2017年2月19日に記者会見で公表した名称復活の話題は、テレビ各局が全国ネットで報道しNHKもトップニュースとして扱った。
そのほか、町内会長としては、天神3丁目町内会運営によるインターネット番組「親不孝通りTV」を毎週生放送している。

## 著作

### 単著
- 『ぶっちぎり少年院白書』 二見書房、2008年、ISBN 978-4576080178
- 『ヤンキー記者、南米を行く』 扶桑社、2009年、ISBN 978-4594060695
- 『少年院で、大志を抱け』 幻冬舎アウトロー文庫、2014年、ISBN 978-4344422964

### 共著
- 『100年 ブラジルへ渡った100人の女性の物語』 フォイル、2009年、ISBN 978-4902943382

## 出演

### テレビ番組
- 激レアさんを連れてきた。（テレビ朝日系列）「少年院で反省文を書きすぎたあまり文章力がメキメキ上がり敏腕新聞記者になった元暴走族」
- 日本のチカラ（民間放送教育協会）「ブラジル番長 ～人生はセカンドチャンス～」
- ドキュメント九州（テレビ西日本）「ブラジル番長 ～アマゾン取材日記～」
- JNN九州・沖縄ドキュメント　ムーブ（RKB毎日放送）「心の居場所 ～セカンドチャンス！福岡の1年～」
- TNC番組開発部（テレビ西日本）「ワケアリBBQ」

### ラジオ番組
- 上柳昌彦のお早うGood Day!（ニッポン放送）
- 菅原明子のエッジトーク（ラジオ日本）
- おとこラジオ／ 大野勢太郎HYPER RADIO（FM NACK5）